# Alex Riberas
Alex Riberas Bou (ur. 27 stycznia 1994 w Barcelonie) – hiszpański kierowca wyścigowy.

## Życiorys
Alex karierę rozpoczął w roku 2006 od startów w kartingu. W 2010 roku zadebiutował w serii wyścigów samochodów jednomiejscowych – Europejskiej Formule Renault. Od początku był związany z zespołem Epsilon Euskadi. Hiszpan punktował w większości wyścigów, a podczas zmagań na torze Masaryk Circuit oraz Circuit de Catalunya stanął na podium, plasując się odpowiednio na drugim i trzecim miejscu. Zdobyte punkty sklasyfikowały go na 8. pozycji. Alex zaliczył także jednorazowy występ w północnoeuropejskim cyklu tej serii. Na belgijskim torze Spa-Francorchamps, do pierwszego wyścigu startował z pole position, natomiast w trzecim starcie stanął na najniższym stopniu podium. Rywalizację ukończył na 21. miejscu.
W drugim sezonie startów Riberas siedmiokrotnie sięgał po punkty. Tym razem trzykrotnie meldował się w pierwszej trójce, a podczas ostatniego wyścigu w kalendarzu (na Circuit de Catalunya) odniósł pierwsze zwycięstwo w karierze (po starcie z pierwszej pozycji). Zmagania zakończył na 6. miejscu. Hiszpan znakomicie spisał się za to w alpejskiej edycji. Biorąc udział w belgijskiej oraz austriackiej rundzie, dwukrotnie zwyciężył w pierwszej z nich, natomiast w drugiej zapunktował w pierwszym wyścigu, zajmując piątą lokatę (na obu torach odnotował po jednym najszybszym okrążeniu). Zdobyte punkty sklasyfikowały go na 15. pozycji.
W 2012 roku Alex przeniósł się do niemieckiej ekipy Josefa Kaufmanna. Hiszpan punktował dziewięciokrotnie, najlepiej spisując się podczas kończącej sezon rundzie na torze w Katalonii, gdzie dojechał na czwartej i piątej lokacie (w drugim starcie wykręcił najszybszy czas okrążenia). Ostatecznie zmagania zakończył na 9. miejscu. Riberas ponownie zaliczył kilka wyścigów w północnoeuropejskiej edycji tej serii. Wystąpiwszy w trzech rundach, najlepiej zaprezentował się podczas rundy na torze w Assen, gdzie po wygraniu obu sesji kwalifikacyjnych, w jednym wyścigu zwyciężył, natomiast w drugim dojechał jako szósty. Dzięki uzyskanym punktom rywalizację ukończył na 15. lokacie.

## Wyniki

### Podsumowanie
| Sezon | Seria                                         | Zespół                         | Wyścigi | Zwycięstwa | PP | NO | Podium | Punkty | Pozycja |
| ----- | --------------------------------------------- | ------------------------------ | ------- | ---------- | -- | -- | ------ | ------ | ------- |
| 2010  | Europejski Puchar Formuły Renault 2.0         | Epsilon Euskadi                | 16      | 0          | 0  | 0  | 2      | 55     | 8.      |
| 2010  | Północnoeuropejski Puchar Formuły Renault 2.0 | Epsilon Euskadi                | 3       | 0          | 1  | 0  | 1      | 46     | 21.     |
| 2010  | Brytyjska Formuła Renault                     | Epsilon Euskadi                | 2       | 0          | 0  | 1  | 0      | 14     | 26.     |
| 2011  | Europejski Puchar Formuły Renault 2.0         | EPIC Racing                    | 14      | 1          | 1  | 1  | 3      | 82     | 6.      |
| 2011  | Alpejska Formuła Renault 2.0                  | EPIC Racing                    | 4       | 2          | 0  | 1  | 2      | 88     | 15.     |
| 2012  | Europejski Puchar Formuły Renault 2.0         | Josef Kaufmann Racing          | 14      | 0          | 0  | 2  | 0      | 62     | 9.      |
| 2012  | Północnoeuropejski Puchar Formuły Renault 2.0 | Josef Kaufmann Racing          | 7       | 1          | 1  | 0  | 1      | 97     | 15.     |
| 2012  | European F3 Open                              | RACE                           | 2       | 0          | 0  | 0  | 0      | 0      | NS      |
| 2013  | Niemiecki Puchar Porsche Carrera              | Attempto by Motorvision        | 15      | 0          | 1  | 1  | 1      | 85     | 11.     |
| 2014  | Porsche Supercup                              | McGregor by Attempto Racing    | 10      | 0          | 0  | 0  | 0      | 43     | 12.     |
| 2014  | Niemiecki Puchar Porsche Carrera              | Attemto Racing by Häring       | 17      | 0          | 1  | 0  | 2      | 114    | 9.      |
| 2014  | Dunlop 24H Dubai – A6-Pro 2014                | Attempto Racing 2              | 1       | 0          | 0  | 0  | 0      | N/A    | 14.     |
| 2014  | ADAC GT Masters                               | Farnbacher Racing              | 2       | 0          | 0  | 0  | 0      | 0      | NS      |
| 2014  | United Sports Car Championship – GTD          | Team Seattle / Alex Job Racing | 3       | 0          | 0  | 1  | 1      | 77     | 33.     |
| 2015  | Porsche Supercup                              | The Heart of Racing by Lechner | 10      | 1          | 0  | 3  | 3      | 122    | 5.      |
| 2015  | Niemiecki Puchar Porsche Carrera – Klasa A    | Attemto Racing by Häring       | 17      | 0          | 0  | 2  | 3      | 147    | 5.      |
| 2015  | United Sports Car Championship – GTD          | Alex Job Racing                | 3       | 1          | 0  | 0  | 1      | 62     | 24.     |
| 2015  | NGK Racing Series – Class 3 GTA               | –                              | 2       | 1          | 1  | 0  | 2      | 0      | NS      |
| 2015  | VLN Endurance – CUP2                          | Lechner Racing Team            | 1       | 0          | 0  | 0  | 1      | 7      | NS      |